# Комісія США з питань Голоду в Україні
Комі́сія США по Го́лоду в Украї́ні (англ. Commission on the Ukraine Famine) — комісія конгресу США створена 13 грудня 1985 року з метою:
|  | дослідження Голодомору в Україні 1932-1933 років для: 1. поширення відомостей у Світі про Голодомор; та 2. представити американській громадськості краще розуміння радянської системи шляхом висвітлення ролі радянського режиму в організації Голодомору. |

Доповідь з результатами роботи комісії була представлена конгресу 22 квітня 1988 року.

## Задачі та обов'язки комісії
Акт про створення комісії поклав на неї такі обов'язки:
1. Дослідити Голодомор в Україні 1932—1933 років відповідно до визначених цим актом правил, комісія має:
  1. зібрати всю доступну інформацію про Голодомор в Україні 1932–1933 років;
  2. проаналізувати причини та наслідки Голодомору для української нації та інші країни; та
  3. дослідити та вивчити реакцію вільних держав на Голодомор; та
2. надати Конгресу для друку остаточну доповідь результатів досліджень не пізніше двох років після установчого засідання комісії.

## Склад комісії
До складу комісії входило 15 членів. Серед них:
1. Чотири представника від Конгресу США, двоє від партії більшості та двоє від партії меншості.
2. Два представники від Сенату США, по одному від більшості та меншості.
3. По одному представнику від Державного департаменту, Департаменту освіти, Охорони здоров'я та соціальних служб. Призначені Президентом після консультацій з секретаріатами відповідних департаментів.
4. Шестеро представників від українсько-американської спільноти та правозахисних організацій.

До складу комісії увійшли:
- Даніель Ендрю Міка — голова комісії, член Конгресу США, (Дем.),
- Гарі Бауер — заступник голови департаменту з освіти в адміністрації Президента,
- Вільям Брумфільд — член комітету з міжнародних відносин Конгресу (Респ.)
- Сенатор Денніс Вебстер ДеКончіні — сенатор (Демократ)
- Юджин Даглас — представник від Університету Техасу, Остін,
- Богдан Федорак — представник громадськості
- Бенджамін Артур Гілман — голова комітету з міжнародних відносин Конгресу (Респ.),
- Денніс Хертел — член Конгресу США (Дем.),
- Роберт Кастен (молодший) — сенатор Сенату США (Респ.),
- Чарльз Еверетт Кооп — головний хірург в адміністрації Президента Рональда Рейгана,
- Мирон Куропас — представник громадськості,
- Даніель Марцишин — представник громадськості,
- Уляна Мазуркевич — представник громадськості,
- Анастасія Волкер — представник громадськості,
- Олег Верес — представник громадськості.

Персонал комісії:
- Джеймс Мейс — керівник,[4]
- Ольга Саміленко — асистент,
- Волтер Печенюк — асистент.

## Висновки
Спираючись на заслухані свідчення та проведені персоналом дослідження, комісія дійшла таких висновків:
1. Нема сумнівів в тому, що велика кількість жителів Української РСР та північного Кавказу були доведені до голодної смерті через штучний голод 1932–1933 років, спричинений вилученням збіжжя Радянською владою у 1932 році.
2. Кількість жертв голоду в Україні становить мільйони.
3. Офіційні звинувачення Радянського режиму на адресу «куркульського саботажу», яким пояснювались всі «складнощі», не відповідають дійсності.
4. Голод не був, як часто стверджують, спричинений посухою.
5. В 1931–1932 роки офіційна радянська влада у відповідь на спричинену посухою нестачу зерна за межами України надіслала гуманітарну допомогу та послабила вимоги до селян.
6. В середині 1932, вслід за скаргами з Української РСР на те, що надмірні норми хлібозаготівлі призвели до випадків голоду, Москва змінила курс та стала дедалі жорсткіше ставитись до селян.
7. Неспроможність представників радянської влади в Україні виконати норми хлібозаготівель примусила їх запровадити дедалі жорсткіші заходи для вилучення якнайбільше зерна в селян.
8. Восени 1932 року Сталін скористався «кризою хлібозаготівель» як підставою для зміцнення влади в Україні та посилення вилучень зерна.
9. Голодомор 1932–1933 років був спричинений максимально можливими вилученнями продуктів харчування в сільського населення.
10. Представники радянської влади, відповідальні за вилучення зерна в населення діяли з остраху покарання.
11. Сталінові було відомо про загибель людей від голоду в Україні в кінці 1932 року.
12. В січні 1933 року, Сталін використав «м'якість» представників Української РСР у вилученні зерна для зміцнення контролю за Комуністичною партією України та видав накази, які погіршили ситуацію та збільшили людські жертви.
13. Павло Постишев мав подвійний мандат від Москви: посилити вилучення (та відповідно голод) в Україні та придушити помірну національну самоідентифікацію українців, яка була дозволена їм у Радянському Союзі.
14. Хоча голод мав місце в 1932–1933 роках на Поволжі та на північному Кавказі, брутальність втручання Сталіна восени 1932 року та в січні 1933 року в перебіг подій в Україні може бути порівняне лише з етнічно українськими регіонами північного Кавказу.
15. Були спроби втечі від голодної смерті до регіонів з доступнішими харчами.
16. Йосип Сталін та його оточення вчинили акт геноциду проти українського народу в 1932–1933 роках.
17. Уряд США мав широку та вчасну інформацію про Голодомор але виявився нездатним зробити будь-які дії, які б покращили ситуацію. Натомість, адміністрація Президента США Франкліна Делано Рузвельта розширила дипломатичне визнання Радянського Союзу одразу після Голодомору в листопаді 1933 року.
18. Під час Голодомору окремі представники американської преси співпрацювали з радянським урядом у приховуванні правди про існування Голодомору в Україні.
19. Останнім часом дослідники як на Заході, так і, меншою мірою, в Радянському Союзі досягли помітного прогресу у вивченні історії Голодомору. Попри те, що радянські історики та представники влади жодного разу не представили точного або адекватного висвітлення історії Голодомору, в останні місяці вдалось досягти помітного прогресу.

### Доповіді

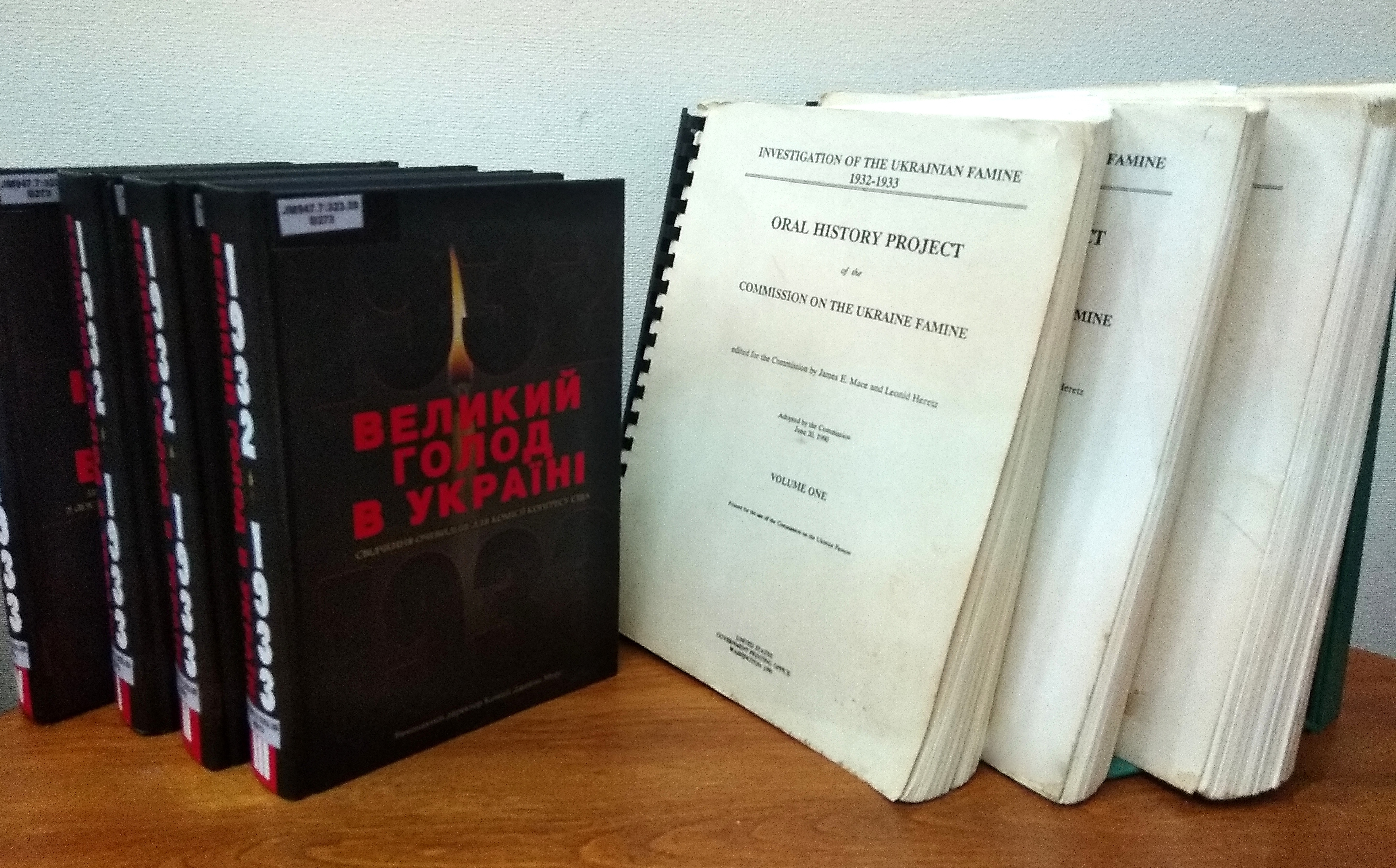
Тритомник матеріалів Комісії Конгресу та його київське перевидання (2008 р.)

За результатами роботи комісії 1988 року було надруковано три збірки документів: перша та друга попередні доповіді Конгресу, які містять матеріали громадських слухань, дискусій та допитів свідків, та власне остаточна доповідь Конгресу, яка окрім висновків та їхніх обґрунтувань містить огляд наукової, популярної та художньої літератури, як Західної емігрантської так і радянської присвяченої тематиці питання.
- Investigation of the Ukrainian famine 1932–1933 first interim report
Meetings and hearings of and before the commission on the Ukraine famine held in 1986 united states government printing office Washington: 1988
- Investigation of the Ukrainian famine 1932–1933 second interim report
Meetings and hearings of and before the commission on the Ukraine famine held in 1987 united states government printing office Washington: 1988
- US Commission on the Ukraine Famine, Investigation of the Ukrainian Famine 1932–1933: Report to Congress, United States Government Printing Office, 1988,